# Straßwalchen
Straßwalchen è un comune austriaco di 7 270 abitanti nel distretto di Salzburg-Umgebung, nel Salisburghese; ha lo status di comune mercato (Marktgemeinde). È stato istituito nel 1873 con la fusione dei comuni soppressi di Straßwalchen-Land e Straßwalchen-Markt.